# شعار أيسلندا
يعرض شعار النبالة لأيسلندا صليبًا أحمر بحواف فضية على درع أزرق، في إشارة إلى تصميم علم آيسلندا. إنه السلاح الوطني الوحيد الذي يضم أربعة مؤيدين: حماة آيسلندا الأربعة (Landvættir) كما هو موصوف في Heimskringla ، يقفون على كتلة من البازلت العمودي. الثور (Griðungur) هو حامي شمال غرب أيسلندا، النسر أو الغريفين (Gammur) يحمي شمال شرق أيسلندا، ويحمي التنين (Dreki) الجزء الجنوبي الشرقي، والعملاق الصخري (Bergrisi) هو حامي جنوب غرب أيسلندا. تم إيلاء احترام كبير لهذه المخلوقات من آيسلندا، لدرجة أنه كان هناك قانون خلال فترة الفايكنج أنه لا ينبغي أن تحمل أي سفينة رموزًا قاتمة (غالبًا رؤوس تنانين على مقدمة السفينة) عند الاقتراب من آيسلندا. كان هذا حتى لا يتم استفزاز الحماة دون داع.
تزين Landvættir أيضًا الوجه (الأمامي) لعملات الكرونا الأيسلندية، لكن تظهر حيوانات المحيط (الأسماك وسرطان البحر والدلافين) على ظهرها (الخلف). تستخدم الرئاسة الأيسلندية علم آيسلندي ذي الذيل المبتلع مع شعار النبالة. يستخدم المفوض الوطني للشرطة الأيسلندية علمًا أبيض مع شعار النبالة، عندما لا يكون استخدام علم الدولة مبررًا، كما تفعل بعض خدمات الدولة الأخرى أيضًا.